# Kultura Zrzuty
Kultura Zrzuty (ang. Pitch-In Culture) – grupa artystyczna działająca w latach 1981–1987.

## Geneza nazwy
Nazwę „Kultura Zrzuty” wymyślił w 1984 Jacek Jóźwiak. Według pomysłodawcy nazwy, treści publikowane w czasopiśmie „Tango”, tworzonym przez reprezentantów Kultury Zrzuty, stanowią „zrzutę”, tj. zbiór indywidualnych postaw, podejmują różnorodną tematykę o zróżnicowanych wartościach. Według Jóźwiaka za grupą nie stała usystematyzowana idea kierująca jej działaniami. Kultura Zrzuty stanowiła zapowiedź postmodernizmu – połączenie różnorodnych nurtów sztuki, często pozbawione pogłębionej refleksji i poszukiwań. Obejmowała wydarzenia artystyczne i towarzyskie, funkcjonujące na granicy żartu i nonszalancji wobec otaczającego świata i związana była m.in. z filmem, fotografią, malarstwem, poezją oraz teatrem.
Według Zofii Łuczko termin „Zrzuta” miał nawiązywać do „zrzutki” na wspólne mieszkanie, wyżywienie, podróże, a także finansowanie materiałów do realizacji projektów artystycznych, co związane było z chęcią utrzymania niezależności od mecenatu i akceptacji wówczas uznanych artystów. Według artystki, sztuka Kultury Zrzuty miała nawiązywać do dadaizmu, pop-artu, neoanarchizmu i surrealizmu.

## Historia
Kultura Zrzuty powstała w opozycji do stanu wojennego w Polsce ogłoszonego w 1981, który wywołał w trudności i ograniczenia w życiu społecznym i politycznym. Artyści ograniczeni przez aparat państwowy dążyli do samoorganizacji. Miała ona swoje początki w środowisku grupy artystycznej Łódź Kaliska. Głównym miejscem spotkań członków grupy była pracownia wykładowcy, Włodzimierza Adamiaka, o nazwie „Strych” przy ul. Piotrkowskiej 149 w Łodzi.
Działania związane z Kulturą Zrzuty przede wszystkim koncentrowały się w Łodzi, niemniej angażowały społeczność artystów z różnych regionów kraju. Niektóre z aktywności artystycznych miały swoje miejsce w Warszawie, Wrocławiu, Poznaniu i Gdańsku. Pierwsze, znaczące spotkania związane z Kulturą Zrzuty to m.in.: spotkanie w Osieku nad Wisłą (w czerwcu 1981), Nieme kino w Łodzi (w lutym 1983), Teofilów (we wrześniu 1983). Wydarzenia te pozwoliły zacieśnić grupę określaną Kulturą Zrzuty do konkretnych osób. Organizowane były również wydarzenia otwarte, pozwalające na przenikanie się różnych środowisk, luźno związanych z Kulturą Zrzuty, takie jak Pielgrzymka artystyczna: Niech żyje sztuka! (Łódź, wrzesień 1983) i Kolęda artystyczna nad morzem bez hasła (Koszalin, luty 1984).
Spotkania związane z KZ opierały się na niezależnych kontaktach i przyjaźniach, posiadały luźną formę. Zazwyczaj były one organizowane na przestrzeni kilku dni o różnych porach, m.in. w prywatnych mieszkaniach oraz pracowniach. Odbywały się bez wcześniej ustalanego programu. W ramach wydarzeń organizowane były koncerty, projekcje filmów, performance, wystąpienia zakończone dyskusjami.
Przez część uczestników wydarzeń organizowanych przez KZ, za jej koniec uznaje się przełom lat 1984 i 1985, kiedy to pierwsi artyści działający w ramach grupy zaczęli powracać do działalności w ramach galerii sztuki. Za koniec Kultury Zrzuty niekiedy uznaje się powrót do uczestnictwa wystawach przez Łódź Kaliską oraz funkcjonowanie jej pod własnym szyldem w 1985. Archiwistka Kultury Zrzuty – Zofia Łuczko uznaje 1987 za koniec jej funkcjonowania. W Koszalinie wydarzenia związane z KZ organizowane były do 1990.
Kultura Zrzuty publikowała własne czasopismo „Tango”, które w swojej treści zawierało: manifesty, kolaże fotograficzne, rysunki, odbitki szablonów, teksty oraz formy przestrzenne.

## Członkowie
Archiwistka Kultury Zrzuty wyróżnia twórców będących stałymi członkami grupy oraz artystów uczestniczących w działaniach grupy. Do pierwszej grupy należą m.in.:
Grupa Łódź Kaliska w składzie: Marek Janiak, Andrzej Wielogórski, Andrzej Kwietniewski, Adam Rzepecki i Andrzej Świetlik,
- Włodzimierz Adamiak,
- Zbigniew Bińczyk,
- Andrzej Ciesielski,
- Andrzej Dudek-Dürer,
- Janusz Dziubak,
- Jerzy Frączek,
- Henryk Jasiak,
- Jacek Jóźwiak,
- Jacek Kryszkowski,
- Zbigniew Libera,
- Zofia Łuczko,
- Mikołaj Malinowski,
- Anna Płotnicka,
- Wacław Ropiecki,
- Zygmunt Rytka,
- Tomasz Snopkiewicz,
- Andrzej Sulima-Suryn,
- Jerzy Truszkowski,
- Zbyszko Trzeciakowski,
- Grzegorz Zygier[10].